# Vauville, Calvados
Vauville är en kommun i departementet Calvados i regionen Normandie i norra Frankrike. Kommunen ligger i kantonen Pont-l'Évêque som ligger i arrondissementet Lisieux. År 2022 hade Vauville 199 invånare.

## Befolkningsutveckling
Antalet invånare i kommunen Vauville
Referens:INSEE